# Chaim Schatzker
Chaim Schatzker (hebräisch חיים שצקר; als Karl Schatzker geboren 5. Dezember 1928 in Lwów, Polen) ist ein israelischer Historiker und Forscher für politische Bildung. 1939 emigrierte er aus Österreich über Jugoslawien nach Palästina. Seit 1984 bis zu seiner Emeritierung war er Professor für moderne jüdische Geschichte an der Universität Haifa.

## Leben
Karl Schatzker wurde 1928 in Lemberg (Lwów) in Polen geboren. 1931 zog seine Mutter mit ihm nach Wien. Dort besuchte er von 1934 bis 1938 eine Volksschule und für kurze Zeit noch das Chajes Realgymnasium. Nach dem Anschluss Österreichs 1938 gelang es der Mutter noch im November 1939, sich mit ihrem Sohn einem illegalen Transport anzuschließen, der sie auf Schiffen über die Donau in die Freiheit bis nach Palästina bringen sollte (siehe Kladovo-Transport). Doch die Schiffe blieben im Winter in Jugoslawien im Eis stecken und mussten bei Kladovo anlegen. Dort mussten die mehreren tausend Flüchtlinge zunächst auf dem Schiff, später die Kinder und Frauen auf dem Land in Lagern ausharren. Wenige Tage vor der Invasion der deutschen Truppen in Jugoslawien bekamen die 200 Kinder die Erlaubnis, auf dem Landweg über Griechenland, die Türkei, Syrien und den Libanon nach Palästina auszureisen. Die in Kladovo zurückgebliebenen tausend Erwachsenen wurden von den einrückenden Deutschen ermordet, darunter auch Schatzkers Mutter.
Der Waise Chaim Schatzker kam im damals unter britischer Mandatsverwaltung stehenden Palästina in einem Kinderdorf unter, da er im Land keine Verwandten hatte. Nach dem Besuch eines Gymnasiums wurde er im Israelischen Unabhängigkeits- und Verteidigungskrieg von 1948 zum Militärdienst eingezogen. Er studierte daraufhin an der Hebrew University in Jerusalem Geschichte und Erziehungswissenschaft. Nachdem er als Lehrer an einer High School und als Dozent an der Universität Haifa gearbeitet hatte, schloss er 1969 an der Hebräischen Universität Jerusalem erfolgreich sein Dissertationsverfahren ab.
1984 wurde er auf die ordentliche Professur für moderne jüdische Geschichte an der Universität Haifa berufen und war Direktor des dortigen Strochlitz Chair for Holocaust Studies. Von 1989 bis zu seiner Emeritierung 1997 war er Leiter der Abteilung für Jüdische Geschichte an der Universität Haifa. Gasteinladungen führten ihn an die Universitäten Duisburg, Heidelberg und Dresden. 2003 nahm er die Franz-Rosenzweig-Gastprofessur an der Universität Kassel wahr.

## Wirken
Schon während seiner Tätigkeit als Senior Lecturer an der Hebräischen Universität in Jerusalem konzentrierte Chaim Schatzker seine Forschungen auf die Holocaust-Studien sowie auf die Frage der Vermittlung des Holocaust in den Schulen. 1981 wurde er in die israelische Delegation der erstmals geschaffenen Deutsch-Israelischen Schulbuchkommission berufen, welche Schulbuchdarstellungen der Bundesrepublik und Israels kritisch analysierte und Empfehlungen vorlegte. Seither ist er auch israelisches Mitglied im Beirat verschiedener deutscher Holocaust-Gedenkstätten. Seine Forschungsschwerpunkte lassen sich deutlich an seinen Hauptwerken ablesen, von denen die meisten in deutscher Sprache erschienen sind: (1) die Bildungs- und Sozialgeschichte der Juden in Deutschland, (2) der Holocaust als Gegenstand politischer und historischer Bildung, (3) das Bild der Juden in deutschen Geschichtsbüchern, (4) das Bild von Deutschland in israelischen Geschichtsbüchern sowie (5) die Behandlung des Holocausts im israelischen Geschichtsunterricht.

## Schriften (in Auswahl)
Monographien
- mit Saul B. Robinsohn: Jüdische Geschichte in deutschen Geschichtslehrbüchern (= Schriftenreihe des Internationalen Schulbuchinstituts. 7, ZDB-ID 986851-3). Limbach, Braunschweig 1963.
- Das Deutschlandbild in israelischen Schulgeschichtsbüchern (= Studien zur internationalen Schulbuchforschung. 25). Waisenhaus-Buchdruckerei und Verlag, Braunschweig 1979, ISBN 3-88304-225-0.
- Die Juden in den deutschen Geschichtsbüchern. Schulbuchanalyse zur Darstellung der Juden, des Judentums und des Staates Israel (= Schriftenreihe der Bundeszentrale für Politische Bildung. 173). Bundeszentrale für Politische Bildung, Bonn 1981, ISBN 3-921352-78-9.
- mit Yisrael Gutman: The Holocaust and its Significance. Revised english Version. The Zalman Shazar Center, Jerusalem 1984, ISBN 965-227-022-9.
- Jüdische Jugend im zweiten Kaiserreich. Sozialisations- und Erziehungsprozesse der jüdischen Jugend in Deutschland. 1870–1917 (= Studien zur Erziehungswissenschaft. 24). Lang, Frankfurt am Main u. a. 1988, ISBN 3-8204-1512-2.
- Juden, Judentum und Staat Israel in den Geschichtsbüchern der DDR. Bundeszentrale für Politische Bildung, Bonn 1994, ISBN 3-89331-197-1.
- Noʿar Yehudi be-Germanyah ben Yahadut le-Germaniyut, 1870–1945. Darko shel noʿar Yehudi mi-Yahadut le-Germaniyut ṿa-ḥazarah le-Yahadut, le-Tsiyonut ule-hagshamah ḥalutsit. Merkaz Zalman Shazar le-Toldot Yisraʾel, Jerusalem 1998, ISBN 965-227-120-9 (In hebräischer Schrift und Sprache. Jüdische Jugend in Deutschland zwischen Judentum und Deutschtum, 1870–1945.).
- mit Dieter Schmidt-Sinns: Judentum und Israel in der politischen Bildung. Zur Arbeit der Bundeszentrale für politische Bildung 1952 bis 1998. Bundeszentrale für Politische Bildung, Bonn 2000, ISBN 3-89331-409-1.

Beiträge
- The ‚Deutscher Historikerstreit‘ or the Discussion of German Historians with their History. In: Dapim lecheqer tequfat HaSchoʾah. University of Haifa – Beit lochame Hagettaʾot, Haifa 1990, S. 185–214.
- Die Bedeutung des Holocaust für das Selbstverständnis der israelischen Gesellschaft. In: Aus Politik und Zeitgeschichte, Beilage zur Wochenzeitung Das Parlament. B 15/90, 1990, S. 19–23.
- Was hat sich verändert, was ist geblieben? Analyse von seit 1985 in der Bundesrepublik Deutschland erschienenen Geschichtslehrbüchern für die Sekundarstufe I und II bezüglich ihrer Darstellung jüdischer Geschichte. In: Deutsch-israelische Schulbuchempfehlungen. Zur Darstellung der jüdischen Geschichte sowie der Geschichte und Geographie Israels in Schulbüchern der Bundesrepublik Deutschland. Zur Darstellung der deutschen Geschichte und der Geographie der Bundesrepublik Deutschland in israelischen Schulbüchern (= Studien zur internationalen Schulbuchforschung. 44). 2., erweiterte Auflage. Diesterweg, Frankfurt am Main 1992, ISBN 3-88304-244-7, S. 42–71.
- Die deutsche Jugendbewegung in historischer Sicht, In: Schmuel Behagon (Hrsg.): Recht und Wahrheit bringen Frieden. Festschrift aus Israel für Niels Hansen. Bleicher, Gerlingen, 1994, ISBN 3-88350-611-7, S. 223–233.
- Der Holocaust im israelischen Geschichtsunterricht. In: Kurt Beutler, Ulrich Wiegmann (Red.): Auschwitz und die Pädagogik (= Jahrbuch für Pädagogik. 1995). Lang, Frankfurt am Main u. a. 1995, ISBN 3-631-49310-X, S. 159–166.
- Denken und Gedenken – Beobachtungen in Deutschland und Israel. In: Spuren des Nationalsozialismus. Gedenkstättenarbeit in Bayern. Bayerische Landeszentrale für Politische Bildungsarbeit, München 2000, S. 21–27.
- Autobiographie. In: Wolfdietrich Schmied-Kowarzik (Hrsg.): Auseinandersetzungen mit dem zerstörten jüdischen Erbe. Franz-Rosenzweig-Gastvorlesungen (1999–2005) (= Kasseler Semesterbücher. Studia Cassellana. 13). Kassel University Press, Kassel 2004, ISBN 3-89958-044-3, S. 147–153, (online (PDF; 7,47 MB)).
- Die ‚Kameraden’. Geschichte einer jüdischen Jugendbewegung in Deutschland. In: Wolfdietrich Schmied-Kowarzik (Hrsg.): Auseinandersetzungen mit dem zerstörten jüdischen Erbe. Franz-Rosenzweig-Gastvorlesungen (1999–2005) (= Kasseler Semesterbücher. Studia Cassellana. 13). Kassel University Press, Kassel 2004, ISBN 3-89958-044-3, S. 154–165, (online (PDF; 7,47 MB)).